# Jón Bjarnason

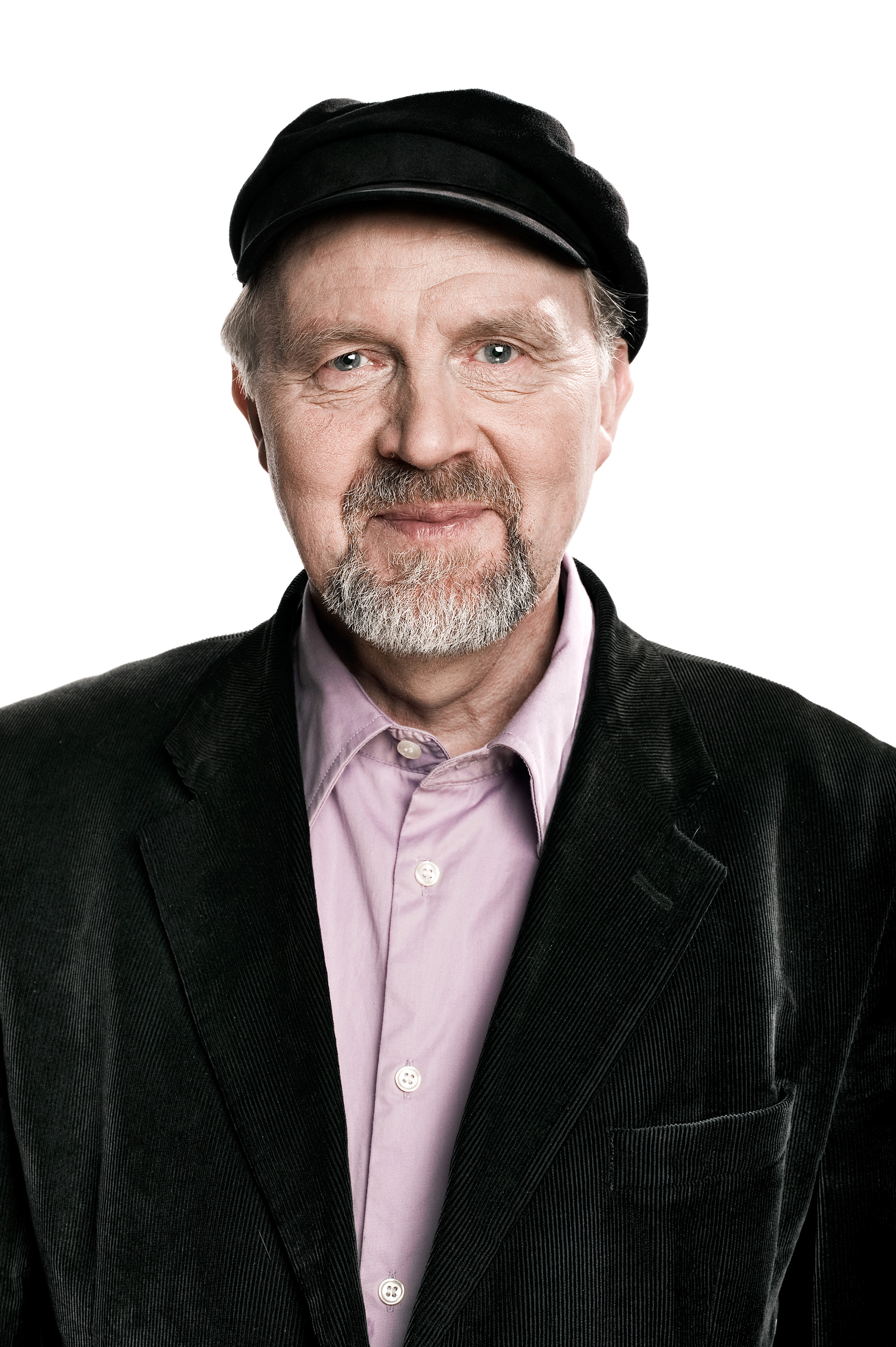
Jón Bjarnason (2007)

Jón Bjarnason (* 26. Dezember 1943 auf dem Hof Asparvík im Bezirk Strandasýsla, Westfjorde) ist ein isländischer Politiker.

## Leben
Jón Bjarnason war unter anderem als Lehrer in Hafnarfjörður und Hvanneyri sowie als Landwirt auf dem Hof Bjarnarhöfn tätig. Zwischen 1999 und 2013 war Jón Abgeordneter des isländischen Parlaments Althing, zuerst für den (alten) Nordwestlichen Wahlkreis, seit der Neueinteilung der Wahlkreise 2003 für den Nordwestlichen Wahlkreis. Seit 2009 war er Vorsitzender der Parlamentsgruppe der Links-Grünen Bewegung. Zwischen 2009 und 2011 leitete er das Ministerium für Fischerei und Landwirtschaft.
Jón kehrte sich von der Links-Grünen Bewegung ab und kandidierte gemeinsam mit Atli Gíslason erfolglos bei der Parlamentswahl in Island 2013 für die Partei Regnboginn.